# كارين جونسون
كارين جونسون (بالإنجليزية: Karen C. Johnson) مواليد عام 1955. تترأس قسم الطب الوقائي بجامعة مركز تنيسي للعلوم الصحية. ساهمت في خمسة تجارب سريرية عالمية، تضمن مبادرة صحة المرأة، وتجربة "SPRINT"، و دراسة Look AHEAD (العمل من أجل الصحة في مرض السكرى)، ودراسة TARGIT و تجربة D2d. لوحظت من قبل مؤسسة تومسون رويتيرز كواحدة من ضمن أكثر العلماء اقتباساً.

## السيرة الشخصية
ولدت كارين لين تشاندلر بعام 1955 في ميمفيس، تينيسي لوالدين هما كولي إدوارد وسيسيليا تشاندلر. ترعرت في ممفيس ودرست في مدرسة ممفيس الإعدادية. أكملت دراستها وحصلت على شهادة البكالريوس من جامعة لامبوث في سنة 1978. ذهبت للحصول على درجة دكتور في الطب من جامعة تينيسي في عام 1985 وعلى الدرجة المهنية للصحة العامة من جامعة جونز هوبكينز بعد زواجها. في عام 1990 عادت مدرستها الأم وإنضمت إلى هيئة التدريس بجامعة مركز تينيسي للعلوم الصحية حيث تعمل الآن.

## البحث العلمي
قدمت جونسون عوناً كبيراً لمحركات تمويل الأبحاث الخاصة بجامعتها بحصولها على 40 مليون دولار لتمويل خمسة مشاريع بحثية.

### مبادرة صحة المرأة
هي واحدة من المشاريع السابق ذكرها، بدأت مبادرة الصحة النسائية بعام 1993 و تقيم الامراض التي تؤثر على المرأة. التجارب السريرية ضمت أكثر من 160,000 امرأة. واحدة من نتائجهم كانت ان المرأة التي تستهلك اثنين أو أكثر من المشروبات الغازية يومياً أكثر عرضة لمشاكل في القلب من المرأة التي لا تسهلكهم على الإطلاق أو استهلاكها نادر.

### تجارب SPRINT
واحدة من تجاربها كانت التدخل في ضغط الدم الانقباضي (بالإنجليزية: Systolic Blood Pressure Intervention Trial) و اختصاراً تُسمى SPRINT، والتي اختتمت في عام 2015 وكانت نتائجها ان التدخل يمكن ان يكون له تأثير كبير في خفض معدلات ضغط الدم.

### دراسة Look AHEAD
قامت جونسون بقيادة الابحاث في دراسة Look AHEAD الخاصة بالمؤسسة القومية بأمراض السكري والكلى والتي بدأت في 2001. هدفها هو تحديد إذا بإمكان المصابين بمرض السكري النوع الثاني تجنب مشاكل القلب والأوعية الدموية المصاحبة له للسكري النوع الثاني عن طريق خسارة الوزن وزيادة معدلات النشاط الجسدي. تم إيقاف الدراسة بعام 2012 بسبب أن المؤشرات الأولية للحالات ال5,000 لم تُظهر تغييرات إيجابية كما كانت متوقع بعد تغيير أسلوب الحياة المتبع. غير أن تم إجراء تعديلات في الدراسة سمحت لها بالمتابعة في 2014.

### TARGIT
بعام 2012 قامت كالين جونسون بإطلاق تجربة سريرية تدعى TARGIT (معالجة البالغين المعرضين لخطر زيادة الوزن عن طريق التكنولوجيا التفاعلية) هذه التجربة تم تمويلها من قبل معاهد الصحة الوطنية. تم تصميم هذا البرنامج عن طريق أستخدام التطبيقات الهاتفية الخاصة بالآيبود حتى تدعم التخلص من التدخين بالتزامن مع الوقاية من زيادة الوزن. إنتهت الدراسة بعام 2017. و النتائج هي أن «توفير برنامج شديد للوقاية من زيادة الوزن مع برنامج التخلص من التدخين عن طريق التكنولوجيا التفاعلية لم ينتج عنها وقاية من زيادة الوزن على المدى الطويل».

### تجارب D2d
في عام 2014 بدأت في العمل على تجارب D2d (فيتامين د والسكري النوع الثاني) والتي تهدف إلى تحديد إذا كان تناول فيتامين د يقلل من خطر الإصابة بالسكري النوع الثاني. انتهت الدراسة في 2020 والتي لم تثمر بأي نتائج محددة تربط بين تناول فيتامين د والإصابة بالسكري النوع الثاني.

## تطبيق الإقلاع للأبد
في عام 2011 قامت جامعة مركز تينسي للعلوم الصحية بإصدار تطبيق هاتفي للأيفون يهدف إلى مساعدة الناس على الإقلاع عن التدخين. يحتوي التطبيق على أساليب وتوجيهات لمساعدة الناس على الأعتزال عن التدخين بلا رجعة. طبقا لجونسون «التطبيق هو طريقتنا في إيصال علمنا بالأساليب التي نثق انها تنجح لتعزيز الأهتمام بالصحة في وسائل التواصل الإجتماعي وإتجاهات التكنولوجيا اليوم». هدف التطبيق الهاتفي هو الوصول لأكبر عدد من الناس الذين يريدون الإقلاع عن التدخين. يحتوي التطبيق ايضاً على معلومات عن اثار التدخين المباشر والغير مباشر.

## خبرة العمل
بدأت كارين جونسون العمل لدى جامعة مركز تينسي لعلوم الصحة في سنة 1990. ما بين عامي 2010 و2014 شَغلت كارين منصب رئيس مؤقت لقسم العلاج الوقائي بجامعة مركز تينسي لعلوم الصحة. استشهد بها تومسون رويترز على انها واحدة من ضمن أكثر ناشرين الابحاث تأثيراً في العالم. في عام 2019 نالت منبها الجديد كرئيس قسم العلاج الوقائي بجامعة مركز تينيسي لعلوم الصحة.

## الجوائز
في عام 2014 نالت منحة كاثرين سوليفان بولد المالية للأساتذة الجامعيين في مجال صحة المرأة من كلية الطب بجامعة مركز تينيسي لعلوم الصحة. كان ذلك نتيجة «لإمتيازها في البحث العلمي، سمعتها محلياً ووتاريخها كمُساهمة قوية».